# Isle of Man Football League
De Isle of Man Football League is de hoogste voetbalafdeling van het eiland Man. De league bestaat uit 26 clubs, 13 in de eerste divisie en 13 in de tweede. Ook is er een vrouwenlijst die ook bestaat uit een eerste en een tweede divisie, zij hebben beide 6 clubs.

## Divisies

### Eerste divisie
De eerste divisie, ook bekend als Premier League is de hoogste divisie van Man. De volgende dertien clubs strijden tegen elkaar in deze divisie:
- Castletown Metropolitan FC
- Corinthians AFC
- Douglas High School Old Boys AFC (DHSOB)
- Gymnasium FC
- Laxey AFC
- Marown AFC
- Peel AFC
- Ramsey AFC
- Rushen United FC
- St Georges AFC
- St Johns United AFC
- St Marys AFC
- Union Mills FC

### Tweede divisie
De tweede divisie, ook bekend als JCK Division Two, is de op een na hoogste divisie van Man. De volgende dertien clubs strijden tegen elkaar in deze divisie:
- Ayre United AFC
- Braddan AFC
- Colby AFC
- Douglas and District FC
- Douglas Royal FC
- Foxdale AFC
- Malew AFC
- Michael United AFC
- Onchan AFC
- Police AFC
- Pulrose United AFC
- Ramsey Youth Centre Old Boys (RYCOB)
- Ronaldsway AFC